# Scrancia corticalis
Scrancia corticalis är en fjärilsart som beskrevs av Sergius G. Kiriakoff 1965. Scrancia corticalis ingår i släktet Scrancia och familjen tandspinnare. Inga underarter finns listade.